# Альфани, Августо
Августо (Аугусто) Альфани (итал. Augusto Alfani; 17 ноября 1844, Флоренция — 25 ноября 1923, там же) — итальянский писатель

, поэт, журналист, педагог и филолог. Академик.

## Биография
Образование получил в Институте практических и перспективных исследований Флоренции. Преподавал философию в средних школах. Интересовался педагогикой, прежде всего, народным образованием.
Основал несколько журналов, в том числе La scuola. Rivista italiana dell’istruzione pubblica в 1872 году, в котором публиковал многочисленные эссе и статьи. Сотрудничал с флорентийским журналом Letture di famiglia.
В 1878 году опубликовал во Флоренции принесшую ему известность работу «Характер итальянцев».
С 1888 года — сотрудник Академии делла Круска, был экономистом (1897—1915), главным казначеем (1916—1923), в 1889 г. избран секретарём Академии. Избран почётным академиком.
Автор ряда философских сочинений и работ для народа, молодежи и детей. Выпустил сборник юмористических и пародийных стихов «Gente allegra, il ciel l’aiuta» (Флоренция, 1873).

## Избранные публикации
- In casa e fuor di casa (1879)
- Proverbi scelti e illustrati (1882)
- Lavori e arnesi (1884)
- Ernestino e il suo nonno (1884)
- L’educazione della donna (1885)
- Evelina (1885)
- I tre amori del cittadino: la Casa, la Patria e il Lavoro (1886)
- Dal vero: racconti per i fanciulli (1887)
- Fiori scelti, racconti tradotti dal francese (1888)
- In riva all’Arno (1890)
- Il contadinello italiano (1898).
- Alessandro Manzoni ricordato al popolo e alla gioventù (1888)
- La vita di Colombo narrata ai fanciulli (1888)
- Le glorie francescane (1898).